# Nanna Tingvall
Johanna Wilhelmina "Nanna" Tingvall, ogift Lindgren, född 1 april 1873 i Enköping, död 18 mars 1925 i Sigtuna, var en svensk amatörfotograf aktiv under 1900-talet. 

## Biografi
Nanna Tingvall växte upp i en hantverksfamilj i Sigtuna och flyttade till Stockholm vid 21 års ålder. Där fick hon en tjänst som föreståndarinna hos sprängämnesinspektör Ludvig  Richnau, som hon kallade "gubben". 
Hennes intresse var att ta bilder med sin egen kamera. Hon tog bilder på i princip allt i hennes vardag, sin familj, sig själv och när tvätterskorna slet med tvätten. Det är inga arrangerade porträttbilder, som var vanligast vid den tiden, utan bilder som ingen annan vid den tiden tog. Den kamera hon hade 1905, var en Murer's express 11998 Newness.
Nanna Tingvall slutade fotografera i samband med att hennes son Gunnar föddes och då packades bilderna ner i en låda och ställdes undan på vinden. Efter Nanna Tingvalls död hittade sedan Gunnar dessa bilder, bestående av 280 glasplåtar.